# AliOS
AliOS (trước đây là Yun OS và Aliyun OS) là một bản phân phối Linux được phát triển bởi Alibaba Cloud, một chi nhánh của công ty Trung Quốc Alibaba Group. Nó được thiết kế cho các thiết bị thông minh như các Smart TV và đã được sử dụng như một hệ điều hành di động. Nó là một hệ điều hành dựa trên Android Open Source Project (AOSP).

## Lịch sử
AliOS mất tới ba năm cho Alibaba Cloud, với đội ngũ 1.600 kỹ sư, phát triển từ mã nguồn của Android Open Source Project. Công ty đang muốn cạnh tranh với Android đang chiếm ưu thế ở Trung Quốc và cũng muốn mở rộng ra các thị trường phương Tây. Nó được dùng lần đầu tiên trên chiếc K-Touch W700 vào năm 2011.
Tính tới tháng 5 năm 2012, 1 triệu chiếc điện thoại thông minh chạy AliOS đã được bán ra. Nó được mong đợi sẽ trở thành hệ điều hành di động lớn thứ hai tại Trung Quốc theo số sản phẩm bán vào cuối năm 2016, với 14% thị trường.
AliOS 5 Atom được phát hành vào ngày 10 tháng 12 năm 2015.
Vào ngày 20 tháng 10 năm 2017, Alibaba Cloud đã công bố đổi tên mới và tập trung cho hệ điều hành này ở Hội nghị Điện toán 2017 của Alibaba tại Hàng Châu. Cùng lúc đó Alibaba cũng giới thiệu một phiên bản mã nguồn mở của AliOS, được đặt tên là AliOS Things. Phiên bản này tập trung vào mảng IoT và sẽ cho phép các nhà phát triển tải mã nguồn về miến phí.

## Tổng quan
AliOS phát triển xoay quanh việc đưa các chức năng đám mây lên các thiết bị di động. Theo công ty, AliOS sẽ giới thiệu các tính năng như thư điện tử, tìm kiếm web, cập nhật thời tiết và các công cụ định vụ GPS dựa trên đám mây. Ngoài ra, các dịch vụ của AliOS sẽ đồng bộ và lưu trữ dữ liệu cuộc gọi, tin nhắn văn bản và ảnh trong đám mây và có thể được truy cập trên khắp các thiết bị khác, bao gồm cả máy tính cá nhân. Alibaba cho biết hãng sẽ cung cấp cho người dùng 100 GB lưu trữ khi ra mắt. AliOS sẽ cho phép người dùng truy cập các ứng dụng từ web, hơn là tải các ứng dụng về thiết bị.
Hệ điều hành cũng có khả năng phát hiện các chương trình/ứng dụng nền không mong muốn và đặt chúng ở mức độ ưu tiên thấp, từ đó tăng tốc độ chạy của các ứng dụng đang mở, cùng với đó là một ứng dụng bảo mật hệ thống được cài đặt sẵn, một chế độ sử dụng cho người già, cửa hàng ứng dụng riêng và còn nhiều thứ hơn nữa.

## Quan hệ với Android
Theo Google, AliOS là một phiên bản fork nhưng không tương thích của hệ điều hành mã nguồn mở Android của hãng. Công ty do đó đã cố ngăn cản Acer Inc. sản xuất và vận chuyển các điện thoại chạy AliOS, cho rằng Acer, một thành viên của Liên minh thiết bị cầm tay mở, đã đồng ý không sản xuất các điện thoại chạy các phiên bản Android không tương thích. Andy Rubin, người vào lúc đó quản lý bộ phận Android ở Google, cho biết mặc dù AliOS không phải là một phần của hệ sinh thái Android, nó vẫn sử dụng thời gian chạy, khung làm việc và các công cụ khác từ Android.

Alibaba đã bác bỏ các khẳng định cho rằng AliOS là một phiên bản của Android:
"Aliyun OS [nay là AliOS] chứa máy ảo riêng của nó, khác so với máy ảo Dalvik của Android. Môi trường thời gian chạy của AliOS, là phần lõi của hệ điều hành, chứa hai máy ảo Java của chính nó, và engine ứng dụng đám mây riêng, hỗ trợ các ứng dụng web HTML5. AliOS sử dụng một vài khung làm việc ứng dụng và công cụ (mã nguồn mở) của Android đơn giản là một phần vá để cho phép người dùng AliOS tận hưởng các ứng dụng bên thứ ba ngoài các ứng dụng AliOS đám mây trong hệ sinh thái của chúng tôi."
Tuy vậy, của hàng ứng dụng của AliOS lại xuất hiện các ứng dụng Android lậu, bao gồm nhiều ứng dụng của cả Google.

## AliOS Things
AliOS Things là phiên bản IoT mã nguồn mở của AliOS được công bố vào năm 2017. Nó được thiết kế cho các MCUs chiếm năng lượng thấp, hạn chế tài nguyên, cũng như các SoC kết nối. 

## Rắc rối
Vào tháng 11 năm 2015, theo chính sách của Tổng cục Quảng bá Phát thanh Truyền hình Quốc gia Trung Quốc, hàng chục các ứng dụng bên thứ ba được người dùng cài đặt trên các set-top box chạy Yun OS của họ đã bị tự động xóa và ngăn không cho cài đặt lại.